# Marie-Pierre Duros
Marie-Pierre Duros (née le 7 juin 1967 à Saint-Brieuc) est une athlète française, spécialiste des courses de fond.

## Biographie

### Carrière sportive
Marie-Pierre Duros commence la course à 10 ans dans une épreuve où aucune fille n'est partant et doit donc courir contre des garcons. Elle court ensuite pour l'US Quessoy (qui deviendra l'UA Langueux).
Pendant sa carrière junior, elle accumule les victoires : championne de France cadettes sur 1 500 m en 1982 et 1983. En  junior, elle gagne sur 1 500 m en 1984 et 1985.
Aux championnats d'Europe juniors de 1985 à Cottbus , elle se classe seconde sur 1 500 m derrière la roumaine Ana Padurean.
Elle réalise sa meilleure place en cross-country aux championnats du monde en 1988 à Auckland en arrivant 11ème.
Sa plus importante performance demeure sa conquête du titre de championne du monde du 3 000 mètres en salle disputé à Séville au terme d'une course qu'elle a menée de bout en bout.
Le 10 juillet 1989, elle bat le record de France du 3 000 m en arrivant deuxième derrière Yvonne Murray au meeting Nikaïa.

### Reconversion
Marie-Pierre Duros est entraîneuse dans son club d'origine, l'UA Langueux,.

### Vie privée
Laure Toudret est la fille Marie-Pierre Duros, elle aussi coureuse de demi-fond et championne des Côtes d'Armor de cross country.

## Palmarès
- Championne du monde en salle du 3 000 m en 1991
- Vice-championne du monde de cross par équipes en 1989
- Vice-championne d'Europe junior du 1 500 m en 1985
- 1re du 1 500 m de Coupe d'Europe des nations "Finale B" en 1989
- Championne de France du 3 000 m en 1987, 1988, 1991 et 1992
- Championne de France du 1 500 m en 1989
- Championne de France de cross en 1991
- Médaille de bronze par équipes aux championnats du monde de cross en 1988

### Divers résultats
- Cross du Figaro en 1986, 1987, 1990 et 1991
- Vainqueur à Saint-Denis sur 3 000 m en 1989

## Records
- Détentrice du record de France du 3 000 m en 1989, en 8 min 38 s 97
- Détentrice du record de France du 3 000 m en salle en 1991 à 2 reprises, dont 8' 50 min 59 s
- Détentrice du record de France du 3 000 m juniors en 1985, et 1986 en 9 min 13 s  15 (toujours valide en 2015)